# MLP SE
Die MLP SE (bis 22. September 2017 MLP AG) mit Sitz in Wiesloch (Baden-Württemberg) ist ein Allfinanz-Konzern, der heute als Holding für verschiedene Tochterunternehmen dient, die alle im Bereich der Finanzen tätig sind. Die Tochtergesellschaft MLP Banking AG (bis 30. November 2017 MLP Finanzdienstleistungen AG) verfügt über eine Banklizenz, ist als Kreditinstitut tätig und ist das Haftungsdach für die Vermittlung von Finanzdienstleistungen. Eine weitere Tochtergesellschaft, die MLP Finanzberatung SE, vermittelt als Makler nach § 93 HGB Finanzprodukte wie Versicherungen, Vermögensanlagen und Finanzierungen. Als Zielgruppe nennt das Unternehmen hierbei Akademiker und anspruchsvolle Privatkunden. Die Vermittlungs- und Werbepraktiken des Unternehmens stehen wiederkehrend in der Kritik.

## Unternehmen
Die Gesellschaft vertreibt Angebote von rund 100 Partnerunternehmen in den Bereichen Geldanlage-, Vermögensverwaltung und Risikomanagement. Das Unternehmen hat sich dabei auf die Kernzielgruppe der Akademiker (insbesondere Mediziner, Juristen, Wirtschaftswissenschaftler und Ingenieure) spezialisiert.
Der Großteil der von MLP vermittelten Angebote besteht aus Lebens- und Rentenversicherungen der Schichten 1, 2 und 3, also der Altersvorsorge, der Berufsunfähigkeitsversicherung, Krankenversicherungen, alle Sparten der Sachversicherung, Geldanlageprodukte sowie Immobilien- und Praxisfinanzierungen. Darüber hinaus bietet MLP über ihre Tochter MLP Banking AG Bankdienstleistungen wie Girokonten und Kreditkarten an.

### Geschäftsmodell
Das Kerngeschäft von MLP ist der Vertrieb von Finanzprodukten an Akademiker. Diese Gruppe ist vor allem aufgrund des relativen Wohlstands von Akademikern und ihrer erfahrungsgemäß nicht gefahrgeneigten Arbeit eine attraktive Zielgruppe für den Vertrieb von Produkten von Finanzunternehmen wie Versicherern und Fonds. 

### Handelsvertreter

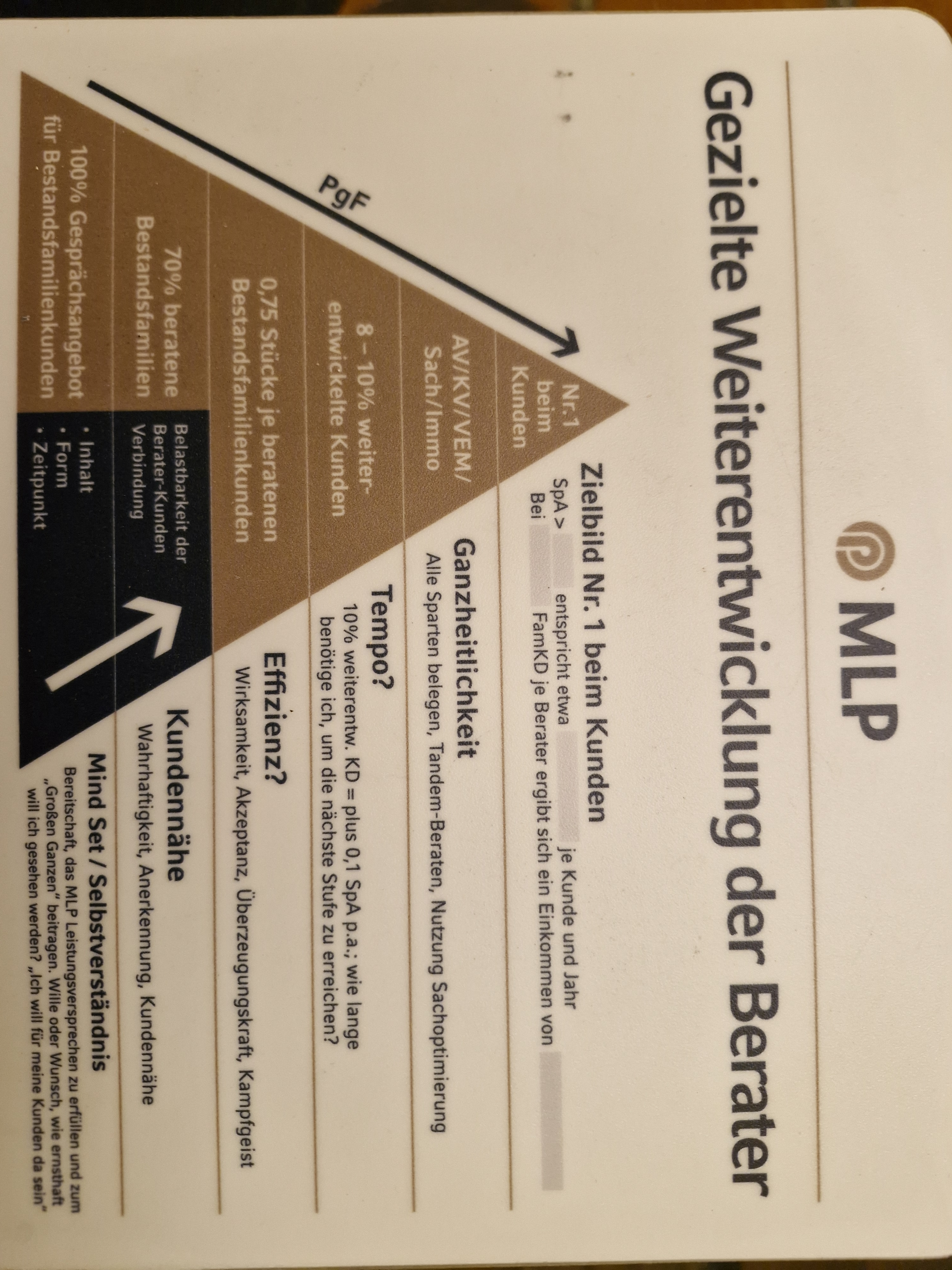
Mousepad mit Darstellung der Entwicklung der MLP-Berater

Die Kunden werden von selbstständigen MLP-Handelsvertretern betreut. Die Handelsvertreter, auch Berater genannt, durchlaufen eine „gezielte Weiterentwicklung“. Von ihnen wird die Bereitschaft erwartet, das MLP Leistungsversprechen zu erfüllen und zum „Großen und Ganzen“ beizutragen.
Neue Handelsvertreter durchlaufen zuerst eine dreimonatige Basisausbildung, welche mit einer Sachkundeprüfung im Sinne des § 34d GewO abgeschlossen wird. Nach dieser Prüfung zum Versicherungsfachmann (IHK) wird in weiteren drei Monaten das erlernte Wissen praktisch angewandt und es folgt die Abschlussprüfung zum MLP Financial Consultant. Im Anschluss folgt die berufsbegleitende Ausbildung zum Senior Financial Consultant. Diese dauert weitere 18 Monate und besteht aus zielgruppenspezifischen Seminaren und Trainings. Nach insgesamt 24 Monaten ist die Ausbildung abgeschlossen.

### Anteilseigner
(Stand: 23. August 2023)
| Anteil  | Anteilseigner |
| ------- | --- |
| 29,93 % | Christiane Lautenschläger, Markus Lautenschläger, Matthias Lautenschläger, Catharina Seegelken, Maximilian Lautenschläger, Manfred Lautenschläger (teilweise indirekt) (teilweise über Stiftungen) (1) |
| 10,03 % | HanseMerkur Krankenversicherung a. G. |
| 09,39 % | Barmenia Krankenversicherung a. G. |
| 09,19 % | Universal-Investment-Gesellschaft mbH |
| 06,18 % | ALLIANZ SE |
| 05,10 % | Helaba Invest Kapitalanlagegesellschaft mbH |
| 30,18 % | Freefloat |

(1) Anteile durch zwei Stimmbindungs- und Poolverträge gemäß § 34 Abs. 2 WpHG verbunden

## Kritik
Im Jahr 2008 wies die FAZ darauf hin, dass die MLP-Berater vor allem bei Studenten und Akademikern mit unabhängiger Beratung werben, die Realität aber anders sei. Die Berater würden wegen der lukrativen Provision vor allem Versicherungen verkaufen.
Der Spiegel berichtete im Jahr 2020 in ähnlicher Weise über die Methoden des Finanzdienstleisters, der Studenten als Neukunden anwirbt. Dabei geriet insbesondere ein Verein mit dem Namen „Hochschulinitiative e. V.“ in die Kritik, da dieser Finanzseminare als gemeinnützig bewirbt, tatsächlich aber in enger Kooperation mit dem Unternehmen MLP agiert. Diesen Umstand kritisiert dabei auch Hartmut Walz, Professor für Betriebswirtschaftslehre an der Hochschule Ludwigshafen am Rhein. Er sieht in den Methoden des Unternehmens ein gezieltes Vorgehen gegenüber unerfahrenen Studierenden und warnt, dass durch die Präsenz derartiger Unternehmen auf Hochschulveranstaltungen eine Vertrauenswürdigkeit suggeriert würde, welche nicht gerechtfertigt sei.
Im Jahr 2024 wies ebenfalls die Verbraucherzentrale Hamburg das Gebaren des Finanzdienstleister MLP hin. Über fachliche Seminare zu Steuererklärungen und gängigen Softwareprogrammen werde oft ein erster Kontakt zu Studierenden hergestellt. Erst später heiße es dann, dass eine kostenlose Beratung zu den eigenen Finanzen zum Angebot dazugehöre. Auch bauten die Anlageberater Info-Stände auf dem Uni-Campus auf. Die Verbraucherschützer warnten vor den dort beworbenen Anlageprodukten, da die Verträge meist unflexibel und intransparent seien. Sie würden wenig Rendite erwirtschaften und hätten unverhältnismäßig hohe Abschluss- und Verwaltungskosten.
Wiederholt wurden Klagen eingereicht um festzustellen, ob MLP-Handelsvertreter als sozialversicherungspflichtige Angestellte einzustufen seien und damit scheinselbständig sind. Dies wurde zuletzt im Mai 2014 vom Landessozialgericht Baden-Württemberg in einem konkreten Fall bestätigt.

## Geschichte

### Gründung
Eicke Marschollek und Manfred Lautenschläger gründeten das Unternehmen als Marschollek Lautenschläger und Partner GbR am 1. Januar 1971 in Heidelberg. Die Geschäftsidee bestand zunächst darin, als lokaler Versicherungsmakler Jura-Studenten bereits vor ihrem Hochschulabschluss als Kunden zu gewinnen. Später erweiterte MLP seine Zielgruppe auf weitere akademische Zielgruppen. Durch die Spezialisierung auf die akademische Klientel bediente das Unternehmen eine Marktlücke und partizipierte am steigenden Beratungs-, Anlage- und Vorsorgebedarf der Kunden im Laufe ihrer Berufskarriere – und an deren steigendem Vermögen. Seit 1972 betreut das Unternehmen neben Juristen auch Mediziner und Zahnmediziner. Im selben Jahr folgte die Umfirmierung zur Kommanditgesellschaft. 1974 wurde die KG in eine GmbH umgewandelt und eröffnete Geschäftsstellen in Düsseldorf, Wiesbaden, Stuttgart und Bonn. Mit der Umwandlung 1984 in eine Aktiengesellschaft wurden die Voraussetzungen für eine Börsennotierung geschaffen. Nachdem neue Zielgruppen wie Wirtschaftswissenschaftler und Ingenieure hinzukamen, wurde die Gesellschaft erstmals am 15. Juni 1988 am geregelten Markt der Stuttgarter Wertpapierbörse gehandelt.

### Börsengang

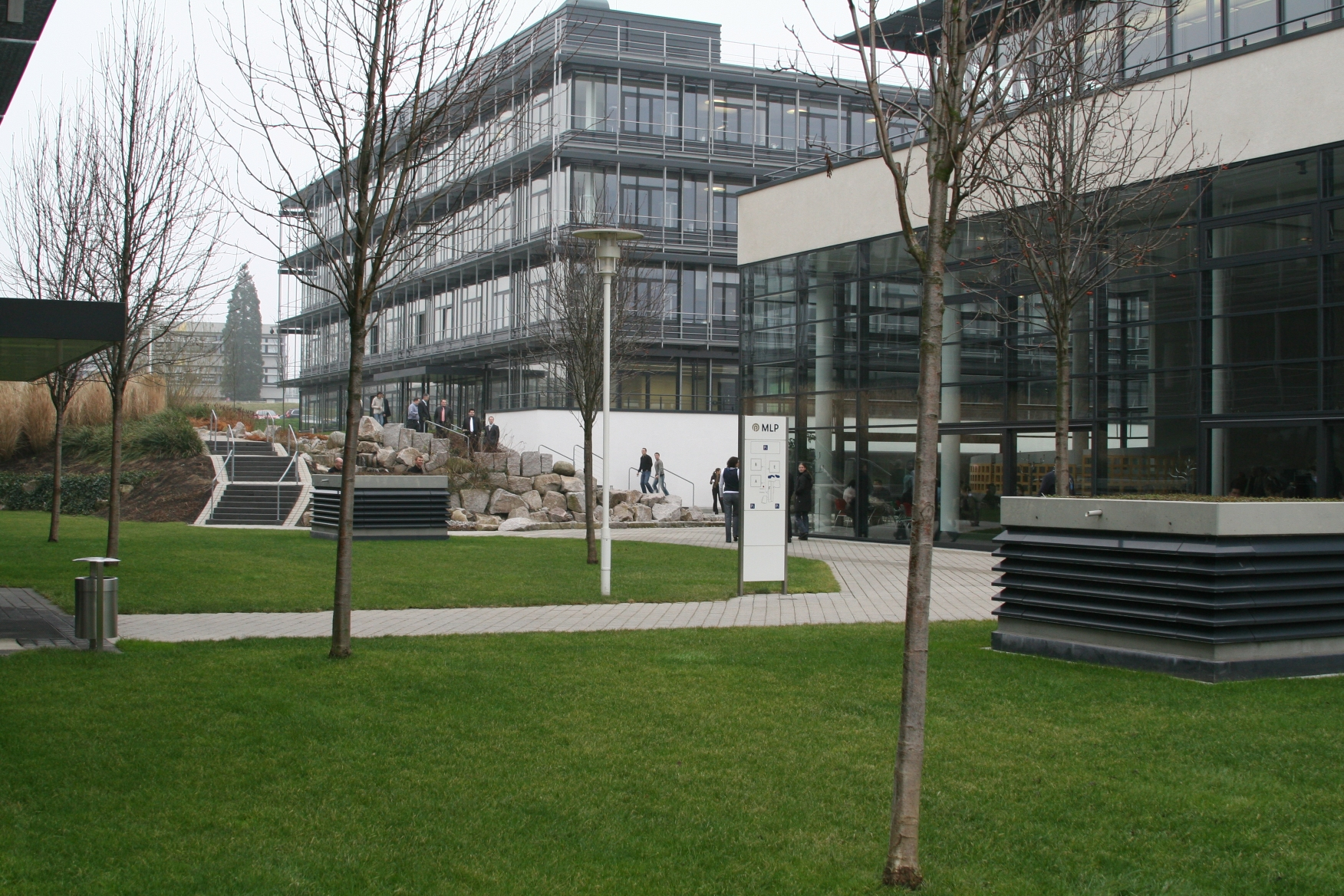
MLP-SE-Zentrale in Wiesloch

Nach dem Börsengang 1988 gründete MLP 1991 die MLP Versicherung AG sowie die MLP Lebensversicherung AG und wandelte sich 1993 in eine Holding. 1994 kam die MLP Vermögensverwaltungs AG hinzu, im folgenden Jahr gab es 50 MLP Geschäftsstellen in Deutschland. Erste Erfahrungen im Ausland sammelte das Unternehmen mit der Eröffnung der ersten Geschäftsstelle in Österreich im Jahr 1995. 1997 folgte die Aufnahme in den MDAX. 1998 hatte das Unternehmen 101 Geschäftsstellen, wovon sich sieben im Ausland befanden. Neben Österreich war MLP damit auch in der Schweiz aktiv. Im Jahr 2000 eröffnete MLP die erste Geschäftsstelle in den Niederlanden. 2001 zog die Konzernzentrale von Heidelberg nach Wiesloch um, wo nach Planung von Michael Weindel ein neuer Bürokomplex entstand. Zudem eröffnete sie die erste Geschäftsstelle in Großbritannien und expandierte im folgenden Jahr nach Spanien. In der Zeit der starken Expansion unter Bernhard Termühlen, der seit 1999 Vorstandsvorsitzender war, stieg die MLP-Aktie von umgerechnet 55 Cent in der Erstnotierung bis auf über 170 Euro in der Spitze. Am 30. Juli 2001 folgte die Aufnahme der Aktie in den DAX.

### Bilanzskandal im Jahr 2002
Mit der Bilanzkrise 2002 erlebte das Unternehmen nach 31 Jahren ununterbrochener Expansion eine schwere Krise. Den Bilanzen zufolge erzielte Termühlen stets die von ihm vorgegebenen Wachstumsvorgaben von jährlich 20 bis 30 Prozent. 2002 zweifelte die Fachpresse infolge des am 16. Mai 2002 in der Börsenzeitschrift Börse Online erschienenen Artikels „Die wahre MLP-Story“ an der Rechtmäßigkeit der Bilanzen. Die Zeitschrift behauptete, dass Darlehen von Rückversicherern als Unternehmensgewinne ausgewiesen worden seien. MLP gab daraufhin mehrere Gutachten in Auftrag, die den Konzerntöchtern eine streitbare, aber ordnungsgemäße Bilanzierung attestierten. Eine von der SdK geforderte Gesamtbilanzierung („Konzernbilanz“) lehnte der Konzern ab.
Die Aussagen des Artikels wurden in der Fachpresse später als „Fehlinterpretation“ bezeichnet, die durch die defensive Kommunikation des Unternehmens nicht entkräftet wurden. Aufgrund der Anschuldigungen und des Vertrauensverlustes der Anleger brach der Aktienkurs des Unternehmens um knapp 90 Prozent ein. 2004 wurde gegen Termühlen und zwei Mitarbeiter Anklage erhoben. Im Mai 2007 wurden die Verfahren gegen Auflage von Geldzahlungen eingestellt. Zudem äußerte das Landgericht Mannheim rechtliche Bedenken sowie Zweifel an der Verhältnismäßigkeit zwischen zu erwartender Strafe und Verfahrenslänge.

### Konsolidierung ab 2003
Im Januar 2003 übernahm Uwe Schroeder-Wildberg zunächst das Amt des Finanzvorstands, das bis dahin vom MLP-Vorstandsvorsitzenden Bernhard Termühlen in Personalunion ausgeübt worden war. Ende Oktober 2003 trat der stark in die Kritik geratene Termühlen als Vorstandsvorsitzender der MLP AG zurück. Am 17. Dezember ernannte der Aufsichtsrat Schroeder-Wildberg mit Wirkung zum 1. Januar 2004 offiziell zum Vorstandsvorsitzenden. Im September 2003 verließ die Aktie des Unternehmens den DAX und wurde bis zum 18. Juni 2010 im MDAX und bis zum 20. März 2016 im SDAX gelistet. Anschließend befand sich die MLP-Aktie in keinem Index mehr, bis sie zwischen dem 22. März 2017 und dem 19. März 2018 und zwischen dem 29. Mai und 22. Juni 2020 erneut in den SDAX aufgenommen wurde.
2005 wurde die MLP Lebensversicherung AG an die zur Halifax Bank of Scotland gehörende Clerical Medical International Holdings BV veräußert und firmiert seither als Heidelberger Lebensversicherung AG. Die MLP Versicherung AG wurde an die Gothaer verkauft und heißt nun Janitos.
2006 übernahm die MLP AG den Vermögensberater Feri Finance AG zu einem Preis von 64,4 Millionen Euro. Im selben Jahr erteilte die Bundesanstalt für Finanzdienstleistungsaufsicht (BaFin) der Vertriebstochter des MLP-Konzerns, der MLP Finanzdienstleistungen AG, die Lizenz zur Anlage- und Abschlussvermittlung nach § 32 KWG. Damit haben die MLP-Kundenbetreuer die Möglichkeit, auch über Investmentfonds hinausgehende Anlageformen zu vermitteln.
Mitte 2007 verschmolz die MLP Bank AG auf die MLP Finanzdienstleistungen AG. Damit operiert MLP als Finanzvermittler mit einer Vollbanklizenz.
Im Zuge der Konsolidierung beschloss MLP, sich auf den Kernmarkt Deutschland, in dem es die meisten Erfahrungen hatte, zu konzentrieren, und zog sich 2007 aus Großbritannien und Spanien zurück. 2008 gab das Unternehmen auch seine verbliebenen Auslandsaktivitäten in Österreich und den Niederlanden auf.
2009 übernahm MLP die ZSH GmbH, einen auf die Beratung von Medizinern spezialisierten Finanzmakler, für rund elf Millionen Euro.

### Weitere Entwicklung
2008 sah sich MLP mit dem Versuch einer feindlichen Übernahme konfrontiert. Der damalige AWD-Vorstandsvorsitzende Carsten Maschmeyer gab überraschend den Besitz von 26,76 Prozent der MLP-Aktien bekannt, die an die Versicherungsgesellschaft Swiss Life übertragen wurden. Swiss Life hatte zuvor den AWD aufgekauft. Um den Übernahmeversuch abzuwehren und die Eigenständigkeit zu wahren, reagierte MLP mit einer Kapitalerhöhung um knapp zehn Prozent, an der sich die Versicherungsunternehmen Allianz SE, Axa und HBOS beteiligten. Damit sank der MLP-Anteil von Swiss Life unter die für eine Sperrminorität entscheidende Grenze von 25 Prozent. Nach dem gescheiterten Übernahmeversuch verkaufte Swiss Life Anfang 2009 einen Teil seiner MLP-Aktien (knapp 9,9 Prozent) an den Versicherungskonzern Talanx. Damit reduzierte Swiss Life seinen MLP-Anteil auf 15,9 Prozent. Im Dezember 2009 trennte sich die Swiss Life von weiteren MLP-Aktien, sodass der Anteil weiter auf 9,9 Prozent gesunken ist. Damit gibt es kein Unternehmen mehr, das mit 10 Prozent oder mehr an MLP beteiligt ist.
Ende 2008 gab der Gründer und langjährige Aufsichtsratsvorsitzende Manfred Lautenschläger den Aufsichtsratsvorsitz an Peter Lütke-Bornefeld ab, verblieb aber als Mitglied im Aufsichtsrat.
Im April 2011 übernahm MLP, wie 2006 bereits vorgesehen, die noch ausstehenden 43,4 % Anteile an der Feri Finance AG von den Partnern.